# Plogbill

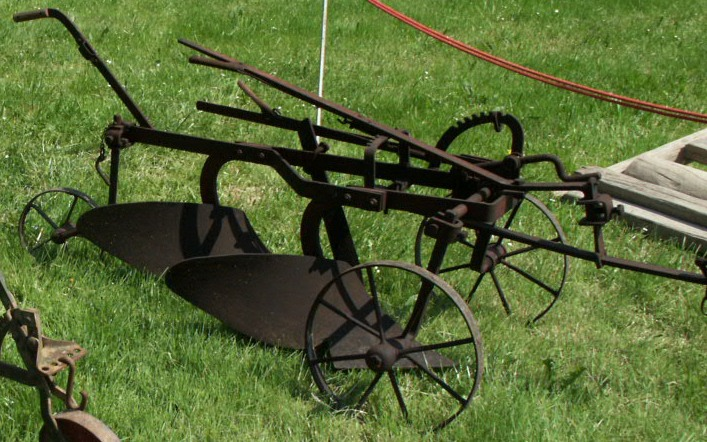
Plog med plogbill.

Plogbillen är skärbladet på en plog. Även på äldre plogar av trä, gjordes plogbillarna helst av järn och utformades som stora knivblad.
På några ställen i Bibeln förutspås att i ett framtida fredsrike "skall [de] smida om sina svärd till plogbillar och sina spjut till vingårdsknivar." (Jesaja 2:4, Bibel 2000) Med detta som utgångspunkt har plogbillsrörelsen valt sitt namn. 